# Awshari
El awshari es un queso tradicional típico del Kurdistán y propio de la zona de montaña. Se elabora con leche cruda de oveja y adopta una forma redondeada, como una pelota. Presenta al corte agujeros, tanto mecánicos como gaseosos. Aunque su grado de curación y por lo tanto su dureza, es variada, es propio de este tipo de quesos el que alcancen gran dureza por un prolongado período de curación, por lo que, para poder comerlo, es preciso antes macerarlo. El aroma es intenso, pungente, y depende en parte de las especias que se hayan añadido al cuajo.